# イェンス・ステーイ
イェンス・ダルスゴー・ステーイ（Jens Dalsgaard Stage、1996年11月8日 - ）は、デンマーク・オーフス出身のサッカー選手。
ヴェルダー・ブレーメン所属。ポジションはMF。